# 2412-es mellékút (Magyarország)
A 2412-es számú mellékút a Heves vármegyei Sirok és Pétervására között húzódik, közben áthalad Szajla-Újtelepen és a vele teljesen egybeépült Terpesen. Mintegy 13,3 km hosszú, négyszámjegyű, 2x1 sávos, a -es és a -as főút között kiépített összekötő út; kezelője a Magyar Közút Kht. Heves Vármegyei Igazgatósága.
A közút Sirok központjában ágazik ki a 24-es főútból északnyugat felé, végig a Tarna völgyében halad fölfelé Pétervásáráig, ahol a 23-as főút csomópontjában ér véget.

## Története
1934-ben a kereskedelem- és közlekedésügyi miniszter 70 846/1934. számú rendelete a teljes hosszában harmadrendű főúttá nyilvánította, további mai mellékúti útszakaszokkal együtt, 214-es útszámozással. (Az akkori 214-es főút Kápolnától Sirok, Pétervására és Zabar érintésével egészen a (felső)utaspusztai határátkelőig húzódott.) 